# Elecciones estatales de Guerrero de 2015
Las elecciones estatales de Guerrero de 2015 se realizaron el domingo 7 de junio de 2015, y en ellas fueron renovados los siguientes cargos:
- Gobernador de Guerrero. Titular del Poder Ejecutivo del estado, electo para un periodo de seis años, no reelegibles en ningún caso, el candidato electo fue Héctor Astudillo Flores
- 81 ayuntamientos. Compuestos por un Presidente Municipal y regidores, electos para un periodo de tres años no reelegibles para el periodo inmediato.
- 46 Diputados al Congreso del Estado. 28 electos por mayoría relativa en cada uno de los Distrito Electorales y 18 electos por el principio de representación proporcional mediante un sistema de listas.

## Gobernador
Los diez partidos políticos nacionales estuvieron en posibilidad de registrar candidatos a la gubernatura, de forma individual o mediante candidaturas comunes o coaliciones electorales.
|  | 35.54 % |

|  | 40.94 % |

|  | 4.17 % |

|  | 1.23 % |

|  | 29.09 % |

|  | 34.72 % |

|  | 4.40 % |

|  | 1.23 % |

|  | 8.01 % |

|  | 4.89 % |

|  | 2.77 % |

|  | 1.77 % |

|  | 0.93 % |

|  | 0.93 % |

|  | 0.65 % |

|  | 95.52 % |

|  | 4.48 % |

|  | 56.69 % |

|  | 43.31 % |

|  | 100.00 % |

## Ayuntamientos
| Partido/Alianza                                     | Partido/Alianza                                                                 | Municipios |
| --------------------------------------------------- | ------------------------------------------------------------------------------- | ---------- |
|                                                     | Partido Revolucionario Institucional                                            | 35         |
|                                                     | Partido Revolucionario Institucional Partido Verde Ecologista de México         | 35         |
|                                                     | Partido de la Revolución Democrática                                            | 18         |
|                                                     | Partido de la Revolución Democrática Partido del Trabajo                        | 7          |
|                                                     | Partido Acción Nacional                                                         | 6          |
|                                                     | Partido Acción NacionalPartido de la Revolución Democrática Partido del Trabajo | 1          |
|                                                     | Movimiento Ciudadano                                                            | 5          |
|                                                     | Partido del Trabajo                                                             | 3          |
|                                                     | Partido Verde Ecologista de México                                              | 3          |
|                                                     | Nueva Alianza                                                                   | 2          |
|                                                     | Partido de los Pobres de Guerrero                                               | 1          |
|                                                     | Movimiento Regeneración Nacional                                                | 0          |
|                                                     | Partido Humanista                                                               | 0          |
|                                                     | Partido Encuentro Social                                                        | 0          |
| Fuente: Instituto Electoral del Estado de Guerrero. |                                                                                 |            |

## Diputados locales
| Partido/Alianza                                     | Partido/Alianza                      | Mayoría Relativa | Proporcional | Total |
| --------------------------------------------------- | ------------------------------------ | ---------------- | ------------ | ----- |
|                                                     | Partido Revolucionario Institucional | 13               | 6            | 19    |
|                                                     | Partido de la Revolución Democrática | 9                | 5            | 14    |
|                                                     | Partido Verde Ecologista de México   | 5                | 1            | 6     |
|                                                     | Movimiento Ciudadano                 | 0                | 3            | 3     |
|                                                     | Partido del Trabajo                  | 1                | 1            | 2     |
|                                                     | Partido Acción Nacional              | 0                | 1            | 1     |
|                                                     | Morena                               | 0                | 1            | 1     |
| Fuente: Instituto Electoral del Estado de Guerrero. |                                      |                  |              |       |

## Diputados federales
| Partido/Alianza                                     | Partido/Alianza                      | Mayoría Relativa | Proporcional | Total |
| --------------------------------------------------- | ------------------------------------ | ---------------- | ------------ | ----- |
|                                                     | Partido Revolucionario Institucional | 6                | 0            | 6     |
|                                                     | Partido de la Revolución Democrática | 2                | 2            | 4     |
|                                                     | Movimiento Ciudadano                 | 0                | 1            | 1     |
|                                                     | Partido Acción Nacional              | 0                | 1            | 1     |
|                                                     | Partido Verde Ecologista de México   | 1                | 0            | 1     |
|                                                     | Morena                               | 0                | 1            | 1     |
| Fuente: Instituto Electoral del Estado de Guerrero. |                                      |                  |              |       |

## Antecedentes y contexto político
El desarrollo del proceso electoral de 2015 en Guerrero se lleva a cabo en medio de la crisis política causada por la desaparición forzada de 43 estudiantes de la Escuela Normal Rural de Ayotzinapa el 26 de septiembre de 2014; entre cuyos efectos estuvo la renuncia al cargo el gobernador constitucional del estado Ángel Aguirre Rivero el 23 de octubre del mismo año.
Ante la inseguridad y crispación política en la entidad, surgieron voces que llamaron a estudiar la posibilidad de cancelar la celebración del proceso electoral por no existir garantías para su realización, entre las que estuvo la del Presidente del Senado, Miguel Barbosa Huerta. Esta opinión fue rechazada por diversos actores políticos estatales como el PRI, el gobernador Rogelio Ortega Martínez y finalmente el propio Instituto Nacional Electoral que manifestó que las elecciones se realizarían.
Sin embargo, el 26 de diciembre, durante la marcha de protesta al cumplirse 3 meses de la desaparición de estudiantes de Ayotzinapa, los padres de los mismos y las organizaciones sociales que los apoyan anunciaron su intención de no permitir la celebración de las elecciones hasta que las autoridades localicen con vida a los jóvenes.

## Elecciones internas de los partidos políticos

### Partido Revolucionario Institucional
El 4 de febrero de 2015 el presidente nacional del PRI, César Camacho Quiroz, anunció la postulación como candidato de unidad de su partido a la gubernatura, de Héctor Astudillo Flores.

### Partido de la Revolución Democrática
El 10 de enero de 2015 el presidente nacional del PRD, Carlos Navarrete Ruiz, anunció que el candidato del partido a la gubernatura de Guerrero sería elegido el 31 de enero; así como que los aspirantes al cargo son Armando Ríos Piter, Beatriz Mojica Morga, Víctor Aguirre Alcaide, Sebastián de la Rosa y Sofío Ramírez Hernández.
El 12 de enero el senador Armando Ríos Piter, el principal aspirante a la candidatura, anunció que no contenderá por la postulación.

### Movimiento Regeneración Nacional
El 2 de febrero de 2015 la dirigencia estatal del Movimiento Regeneración Nacional (MORENA) en Guerrero presentó a Pablo Amílcar Sandoval Ballesteros como su aspirante a la gubernatura del estado.

### Nueva Alianza
El 1 de marzo de 2015 la maestra  Karime Sevilla, acompañada del Dirigente Nacional de su partido Luis Castro Obregón, se registró como candidata a la gubernatura de Guerrero por el partido Nueva Alianza ante las autoridades del Instituto Electoral y de Participación Ciudadana (IEyPC) del estado.